# Scybalocanthon nigellus
Scybalocanthon nigellus är en skalbaggsart som beskrevs av Schmidt 1922. Scybalocanthon nigellus ingår i släktet Scybalocanthon och familjen bladhorningar. Inga underarter finns listade i Catalogue of Life.